# (21612) Chelsagloria
(21612) Chelsagloria (1999 JS57) – planetoida z grupy pasa głównego asteroid okrążająca Słońce w ciągu 3,39 lat w średniej odległości 2,25 j.a. Odkryta 10 maja 1999 roku.